# Процесс-сирота
Процесс-сирота (англ. orphan process) — в семействе операционных систем UNIX дочерний процесс, чей родительский процесс (или связь с ним) был завершен нештатно (не подав сигнала на завершение работы).
Обычно «сиротой» остается дочерний процесс после неожиданного завершения родительского, но возможно возникновение сервера-сироты (локального или сетевого) при неожиданном прерывании связи или завершении клиентского процесса.
Процессы-сироты расходуют системные ресурсы сервера и могут быть источником проблем. Существует несколько их решений:
- Уничтожение (англ. extermination) заключается в завершении процесса (например, посылкой сигнала SIGTERM или SIGKILL), используется наиболее часто (особенно оператором, обслуживающим систему).
- Перевоплощение (англ. reincarnation) — система пытается «воскресить» родителей в состоянии на момент перед их удалением или найти других (например, более старших) родителей.
- Выдача лимита времени (англ. expiration) — процессу выдаётся временная квота для завершения до момента, когда он будет «убит» принудительно. Отметим, что процессу оставлена возможность запросить дополнительное время для завершения.

В Unix-подобных системах все процессы-сироты немедленно усыновляются специальным системным процессом «init». Эта операция ещё называется переподчинением (англ. reparenting) и происходит автоматически. Хотя технически процесс «init» признаётся родителем этого процесса, его всё равно считают «осиротевшим», поскольку первоначально создавший его процесс более не существует.